# جونگ اون چه
جونگ اون چه (کره‌ای: 정은채؛ زادهٔ جونگ سول می در ۲۴ نوامبر ۱۹۸۶) بازیگر، مدل و مجری تلویزیونی اهل کره جنوبی است. جونگ ابتدا حرفهٔ خود را به عنوان یک مدل آغاز کرد، سپس موفقیت حرفهٔ بازیگری خود را با ایفای نقش در دختر هیچ‌کس هه‌وون (۲۰۱۳)، یک فیلم ساخته‌شده توسط هونگ سانگ سو به دست آورد که در شصت و سومین جشنواره بین‌المللی فیلم برلین به نمایش درآمد.
در سال ۲۰۱۳، او یک آلبوم چندآهنگهٔ ایندی فولک منتشر کرد، که به نام خودش، جونگ اون چه، نام داشت.
او در سال ۲۰۲۲  در کنار  سوزی در وب دراما  آنا  نقش آفرینی کرد.

## فیلم‌شناسی

### فیلم
| سال  | عنوان                                       | نقش         | توضیحات           |
| ---- | ------------------------------------------- | ----------- | ----------------- |
| ۲۰۱۰ | Haunters                                    | یونگ سوک    |                   |
| ۲۰۱۱ | بازی                                        | اون چه      | [ ۵ ]             |
| ۲۰۱۲ | بهار، برف                                   | جی یون      |                   |
| ۲۰۱۲ | داستان‌های ترسناک                            | گونگ جی     | قسمت: «رسپی مخفی» |
| ۲۰۱۳ | پشت دوربین                                  |             |                   |
| ۲۰۱۳ | دختر هیچ‌کس هه وون                           | هه وون      |                   |
| ۲۰۱۴ | برخورد مرگبار                               | کانگ وول هه |                   |
| ۲۰۱۴ | تپهٔ آزادی                                   | نام هی      | [ ۷ ]             |
| ۲۰۱۷ | میز                                         | کیونگ جین   | [ ۸ ]             |
| ۲۰۱۷ | پادشاه                                      | پارک شی یون |                   |
| ۲۰۱۸ | نبرد بزرگ                                   | شی می       |                   |
| ۲۰۱۸ | قصیده‌ای برای غاز                            | صاحب کافه   | مهمان             |
| ن/م  | مردی که چپ را می‌بیند، زنی که راست را می‌بیند | آه یونگ     | [ ۱۰ ]            |

### مجموعه تلویزیونی
| سال  | عنوان                               | نقش           | توضیحات               |
| ---- | ----------------------------------- | ------------- | --------------------- |
| ۲۰۱۱ | دراما سیتی «Crossing Yeongdo Bride» | بک سول        | [ ۱۱ ]                |
| ۲۰۱۱ | زندگی تلخ و شیرین من                | گو اون نیم    |                       |
| ۲۰۱۳ | دراما سیتی «باران نارا»             | مون نا را     | [ ۱۲ ]                |
| ۲۰۱۴ | دکتر فراست                          | یون سونگ آه   |                       |
| ۲۰۱۸ | بازگشت                              | گوم نا را     |                       |
| ۲۰۱۸ | مهمان                               | کانگ گیل یونگ |                       |
| ۲۰۱۹ | خیلی قانونی                         | دو مون کیونگ  | مهمان                 |
| ۲۰۲۰ | پادشاه: سلطنت ابدی                  | گو سو ریونگ   | [ ۱۳ ]                |
| ۲۰۲۱ | لوکا: آغاز                          | مدیر جونگ     | حضور افتخاری (قسمت ۸) |
| ۲۰۲۳ | آنا                                 | هیون جو       | [ ۱۶ ] [ ۱۷ ]         |
| ۲۰۲۳ | پاچینکو                             | کیونگ‌هی       | وب دراما              |

### موزیک ویدئو
| سال  | نام آهنگ                                                                | هنرمند             |
| ---- | ----------------------------------------------------------------------- | ------------------ |
| ۲۰۱۱ | «داستان دلخراش» (Heartsore Story; 가슴 시린 이야기)                     | هیسونگ             |
| ۲۰۱۲ | «خاطرهٔ باد» (Memory of the Wind; 바람기억)                              | نایول              |
| ۲۰۱۳ | «فقط لبخند بزن» (Just Smile Like That; 그렇게 웃어줘)                   | کوون سون-کوان      |
| ۲۰۱۳ | «ویروس عشق شیرین» (Sweet Love Virus)                                    | ون‌هیورو ۱-گا ۱۳–۲۵ |
| ۲۰۱۸ | «زندگی گذشته‌ام را به یاد می‌آورم» (Looking Back on My Life; 멀리 걸어가) | لی مون-سه          |